# سارا هاگن
سارا هاگن (انگلیسی: Sarah Hagan؛ زادهٔ ۲۴ مهٔ ۱۹۸۴) یک هنرپیشه اهل ایالات متحده آمریکا است. وی از سال ۱۹۹۷ میلادی تاکنون مشغول فعالیت بوده است.